# Пенелов, Иван
Иван Пенелов (болг. Иван Пенелов, родился 18 мая 1948 года) — болгарский хоккеист, игравший на позиции защитника. Выступал за софийский ЦСКА. В составе сборной Болгарии — участник Зимних Олимпийских игр 1976 года, провёл 5 игр на Олимпиаде в групповом этапе и квалификационный матч (все их Болгария проиграла). В матче против Австрии (2:6) отметился голевой передачей на Любомира Любомирова (54:38), в матче против Румынии (4:9) отметился заброшенной шайбой (54:12). Участник чемпионатов мира в группе B в 1976 году и в группе C в 1972, 1973, 1974 и 1975 годах.